# Дзенцелін
Дзенцелін (пол. Dzięcielin, нім. Vorwerk Steinshof) — село в Польщі, у гміні Мендзихуд Мендзиходського повіту Великопольського воєводства.
Населення — 148 осіб (2011).
У 1975-1998 роках село належало до Гожовського воєводства.

## Демографія
Демографічна структура станом на 31 березня 2011 року:
|          | Загалом | Допрацездатний вік | Працездатний вік | Постпрацездатний вік |
| -------- | ------- | ------------------ | ---------------- | -------------------- |
| Чоловіки | 71      | 18                 | 49               | 4                    |
| Жінки    | 77      | 17                 | 49               | 11                   |
| Разом    | 148     | 35                 | 98               | 15                   |